# Мемберту 28b
Мемберту 28b (англ. Membertou 28B) — індіанська резервація в Канаді, у провінції Нова Шотландія, у межах графства Кейп-Бретон.

## Населення
За даними перепису 2016 року, індіанська резервація нараховувала 1015 осіб, показавши зростання на 11,3%, порівняно з 2011-м роком. Середня густина населення становила 686,1 осіб/км².
З офіційних мов обидвома одночасно володіли 5 жителів, тільки англійською — 1 010. Усього 175 осіб вважали рідною мовою не одну з офіційних, з них усі — одну з корінних мов.
Працездатне населення становило 58,3% усього населення, рівень безробіття — 20,2%.
Середній дохід на особу становив $25 846 (медіана $19 499), при цьому для чоловіків — $24 481, а для жінок $26 976 (медіани — $18 112 та $20 160 відповідно).
23,8% мешканців мали закінчену шкільну освіту, не мали закінченої шкільної освіти — 25,9%, 51% мали післяшкільну освіту, з яких 27,4% мали диплом бакалавра, або вищий.
| Статево-вікова структура населення | Статево-вікова структура населення | Статево-вікова структура населення | Статево-вікова структура населення | Статево-вікова структура населення |
| ---------------------------------- | ---------------------------------- | ---------------------------------- | ---------------------------------- | ---------------------------------- |
|                                    |                                    |                                    |                                    |                                    |
| Всього                             | Всього                             | 48,5%51,5%                         |                                    |                                    |
| 0 — 14 років                       | 0 — 14 років                       |                                    | 29,2%                              | 29,2%                              |
| 15 — 64 років                      | 15 — 64 років                      |                                    | 65,3%                              | 65,3%                              |
| 65 і більше                        | 65 і більше                        |                                    | 5,4%                               | 5,4%                               |
| Середній вік (років)               | Середній вік (років)               | 28,131,5                           | 29,8                               | 29,8                               |
| Медіана (років)                    | Медіана (років)                    | 23,829,2                           | 26,9                               | 26,9                               |
| — чоловіки — жінки                 |                                    |                                    |                                    |                                    |

| Походження мешканців:     | Походження мешканців:     | Походження мешканців: | Походження мешканців: | Походження мешканців: |
| ------------------------- | ------------------------- | --------------------- | --------------------- | --------------------- |
| Походження                |                           |                       | осіб                  | %                     |
| Корінні американці        | Корінні американці        |                       | 935                   | 92.12%                |
| Інше північноамериканське | Інше північноамериканське |                       | 25                    | 2.46%                 |
| Європейське               | Європейське               |                       | 205                   | 20.2%                 |
| британське                | британське                |                       | 150                   | 14.78%                |
| французьке                | французьке                |                       | 50                    | 4.93%                 |
| Африканське               | Африканське               |                       | 10                    | 0.99%                 |

## Клімат
Середня річна температура становить 5,9°C, середня максимальна – 21,4°C, а середня мінімальна – -11,4°C. Середня річна кількість опадів – 1 535 мм.
| Клімат поселення                              | Клімат поселення | Клімат поселення | Клімат поселення | Клімат поселення | Клімат поселення | Клімат поселення | Клімат поселення | Клімат поселення | Клімат поселення | Клімат поселення | Клімат поселення | Клімат поселення | Клімат поселення |
| Показник                                      | Січ.             | Лют.             | Бер.             | Квіт.            | Трав.            | Черв.            | Лип.             | Серп.            | Вер.             | Жовт.            | Лист.            | Груд.            |                  |
| Середній максимум, °C                         | 0,15             | −0,72            | 2,63             | 7,76             | 13,54            | 18,72            | 21,40            | 21,30            | 17,22            | 12,06            | 7,27             | 1,75             |                  |
| Середня температура, °C                       | −5,18            | −6,02            | −2,7             | 2,45             | 8,23             | 13,40            | 18,01            | 17,91            | 13,82            | 8,68             | 3,88             | −1,64            |                  |
| Середній мінімум, °C                          | −10,47           | −11,35           | −7,98            | −2,85            | 2,92             | 8,10             | 14,61            | 14,50            | 10,43            | 5,27             | 0,48             | −5,03            |                  |
| Норма опадів, мм                              | 146              | 129              | 141              | 130              | 108              | 96               | 97               | 99               | 121              | 153              | 153              | 162              |                  |
| Середньомісячна швидкість вітру, м/с          | 5.88             | 5.65             | 5.61             | 5.17             | 4.88             | 4.73             | 4.46             | 4.46             | 4.85             | 5.30             | 5.45             | 5.79             |                  |
| Середньомісячна сонячна радіація, кДж/м²·день | 4310             | 7350             | 11391            | 14818            | 18153            | 19974            | 19711            | 17107            | 13014            | 8050             | 4553             | 3337             |                  |
| --------------------------------------------- | ---------------- | ---------------- | ---------------- | ---------------- | ---------------- | ---------------- | ---------------- | ---------------- | ---------------- | ---------------- | ---------------- | ---------------- | ---------------- |
| Джерело:                                      |                  |                  |                  |                  |                  |                  |                  |                  |                  |                  |                  |                  |                  |